# Un soir à Monte-Carlo
Un soir à Monte-Carlo (The Soul of the Croupier) est une nouvelle fantastique d'Agatha Christie mettant en scène Harley Quinn et Mr Satterthwaite.
Initialement publiée le 13 novembre 1926 dans la revue Flynn's Weekly aux États-Unis, cette nouvelle a été reprise en recueil en 1930 dans The Mysterious Mr Quin au Royaume-Uni et aux États-Unis. Elle a été publiée pour la première fois en France dans le recueil Le Mystérieux Mr Quinn en 1969.

## Personnages
- M. Satterthwaite : sexagénaire, amateur d'énigmes policières.
- Harley Quinn : homme mystérieux.

## Publications
Avant la publication dans un recueil, la nouvelle avait fait l'objet de publications dans des revues :
- le 13 novembre 1926, aux États-Unis, dans le no 5 (vol. 19) de la revue Flynn's Weekly[1] ;
- en janvier 1927, au Royaume-Uni, no 2 de la série « The Magic of Mr Quin », dans le no 237 de la revue The Story-Teller[1].

La nouvelle a ensuite fait partie de nombreux recueils :
- en 1930, au Royaume-Uni et aux États-Unis, dans The Mysterious Mr Quin[1] (avec 11 autres nouvelles) ;
- en 1969, en France, dans Le Mystérieux Mr Quinn (avec 5 autres nouvelles)
(réédité en 1991 selon la composition des recueils anglo-saxons de 1930).

## Adaptation
- 2009 : pièce radiophonique diffusée dans l'émission Afternoon Readings de BBC Radio 4, avec Martin Jarvis[2].